# U-203 (1941)
U-203 – niemiecki okręt podwodny (U-Boot) typu VII C z okresu II wojny światowej. Okręt wszedł do służby w 1941 roku. Kolejnymi dowódcami byli: Kptlt. Rolf Mützelburg, Oblt. Hans Seidel, Kptlt. Hermann Kottmann.

## Historia
Wcielony do 1. Flotylli U-Bootów celem szkolenia załogi, od 1 maja 1941 roku tamże jako jednostka bojowa.
Okręt odbył 11 patroli bojowych, podczas których zatopił 21 jednostek handlowych o łącznej pojemności 94 270 BRT, dodatkowo uszkodził trzy (17 052 BRT).
11 września 1942 roku na U-Boocie doszło do wypadku. Kptlt. Rolf Mützelburg podczas rejsu w pobliżu Azorów postawił okręt w dryf, by pozwolić załodze popływać; sam skoczył do wody w tak niefortunny sposób, że uderzył głową o kadłub. Odniesione obrażenia sprawiły, że zmarł następnego dnia.
U-203 został zatopiony 25 kwietnia 1943 roku na północnym Atlantyku na południe od przylądka Farvel (Grenlandia) bombami głębinowymi samolotu Fairey Swordfish z 811. Dywizjonu FAA z lotniskowca eskortowego HMS „Biter” i niszczyciela HMS „Pathfinder”. Zginęło 10 członków załogi U-Boota, 38 zaś zostało uratowanych przez brytyjski niszczyciel.